# Reaktionsparameter (Chemie)
Reaktionsparameter sind physikalische Größen, die den Ablauf einer Reaktion beeinflussen.
Dazu gehören:
Druck, Temperatur, Volumen, Katalysator bzw. Enzym, Lichteinfluss, Stoffmenge, Lösungsmittel, Partialdruck (bei Gasen), pH-Wert,
Ultraschall und Mikrowellen etc.
Es gibt Reaktionen, die unter Inertgas durchgeführt werden, auch das würde man unter den Reaktionsparametern vermerken.

## Bedeutung für das chemische Gleichgewicht einer Reaktion
Reaktionsparameter spielen für das Reaktionsprofil, die Reaktionsgeschwindigkeit und die Reaktionskinetik eine Rolle. Nach dem Le Chatelier-Prinzip verschieben sie das Gleichgewicht einer chemischen Reaktion.
Ein wichtiges Kriterium für den Ablauf einer chemischen Reaktion ist die Änderung der freien Reaktionsenthalpie Δ G, beschrieben durch die Grundgleichung:
- Δ G = Δ H -T Δ S

(S = Entropie)
Die freie Enthalpie hängt wiederum mit dem chemischen Gleichgewicht zusammen.
Es gilt:
- Δ G = RT ln K , wobei K die Gleichgewichtskonstante ist.

Reaktionen können endo- oder exotherm sein, je nachdem, ob sie eine positive oder negative Reaktionsenthalpie Δ H haben, die sich wiederum durch Variation der Reaktionsparameter beeinflussen lässt.
Katalysatoren können beispielsweise die Aktivierungsenergie einer Reaktion herabsetzen.

## Schreibweise
Die Reaktionsparameter notiert man in einer Reaktionsgleichung über bzw. unter dem Reaktionspfeil:
{\displaystyle \mathrm {AB+C\ {\xrightarrow {450\,{}^{\circ }C}}\ A+BC} }

## Nicht zu verwechseln mit Parametern aus der theoretische Chemie
Es gibt geometrische Parameter für die Reaktionskoordinate einer chemischen Reaktion, um Energiehyperflächen zu berechnen.